# Asson
Asson är en kommun i departementet Pyrénées-Atlantiques i regionen Nouvelle-Aquitaine i sydvästra Frankrike. Kommunen ligger i kantonen Nay-Ouest som tillhör arrondissementet Pau. År 2022 hade Asson 1 997 invånare.

## Befolkningsutveckling
Antalet invånare i kommunen Asson
| Referens: INSEE |